# Fernando Luis de Ybarra y López-Dóriga
Fernando Luis de Ybarra y López-Dóriga (Guecho, 10 de febrero de 1930-Madrid, 15 de noviembre de 2001), II marqués de Arriluce de Ybarra, fue un empresario, político y escritor español.

## Biografía
Licenciado en Economía y Derecho por las universidades de  Deusto y de Valladolid en 1953.
Contrajo matrimonio  con María del Carmen Careaga y Salazar, IV condesa del Cadagua.
Presidente del Instituto Vascongado de Cultura Hispánica (1961), alcalde de Guecho (1964-1967), presidente de la Diputación Provincial de Vizcaya (1967-1970),  procurador en Cortes. Director general de Administración Local (1970-1973), subsecretario del Ministerio de  Planificación y Desarrollo con el ministro  Laureano López-Rodó (1973-1976) y presidente de la Comisión de Hacienda de las Cortes Españolas.

## Empresario
En 1986 presidente de la Compañía Sevillana de Electricidad tras su jubilación en 1997, presidente de honor.

## Procurador
Forma parte de la VII Legislatura de las Cortes Españolas (1964-1967) elegido como representante da Administración Local, Sección de  Representantes de Diputaciones Provinciales y Mancomunidades Interinsulares Canarias. Sustituye a Plácido Careaga Hormaza y en elección parcial obtuvo 13 votos de los 14 emitidos.

## Escritos
- Ybarra y López-Dóriga, Fernando de, Marqués de Arriluce de Ybarra (1997).  Real Academia Sevillana de Buenas Letras, ed. Un largo siglo de amores y desamores en el Alcázar de Sevilla (1248-1368) (1ª edición). Sevilla. ISBN 84-8093-016-0.
- Vizcaya, la cuestión vasca y el proyecto Maura de reforma de régimen local. Homenaje a José Antonio García-Trevijano Fos / coord. por César Albiñana García-Quintana, 1982, ISBN 84-7088-328-3 , págs. 427-450